# Ileana Piazzoni
Ileana Cathia Piazzoni (Oggiono, 22 novembre 1972) è una politica italiana.

## Biografia
Nata il 22 novembre 1972 a Oggiono, in provincia di Lecco, all’età di 10 anni si trasferisce con i genitori a Genzano di Roma, dove vive attualmente, e dove dal 2006 al 2008 è stata assessore alle politiche sociali in quota Democratici di Sinistra (DS) nella giunta comunale di centro-sinistra a Genzano di Roma guidata da Enzo Ercolani.
Tra il 2009 e il 2010 partecipa al processo di costituzione del partito Sinistra Ecologia e Libertà (SEL) di Nichi Vendola, diventandone poi Responsabile Welfare e Lavoro del Coordinamento SEL nel Lazio.

### Elezione a deputata
In occasione delle elezioni politiche del 2013 vince le primarie per le candidature alla Camera nella circoscrizione Lazio 1. Viene così eletta deputata e nominata segretaria del Gruppo. Membro della commissione 12ª Commissione Affari sociali, ne diventa Segretaria nel 2015. 
A giugno 2014, in disaccordo con la decisione del partito di non appoggiare il governo di Matteo Renzi, abbandona SEL, assieme ad altri parlamentari campeggiati da Gennaro Migliore e Claudio Fava, andando prima a formare la componente "Libertà e Diritti - Socialisti Europei" nel gruppo misto, e successivamente aderisce al Partito Democratico.
In Parlamento, si è occupata di contrasto alla povertà in qualità di relatrice del disegno di legge sul contrasto alla povertà, approvato con Legge 15 marzo 2017, n. 33, e del successivo decreto delegato D. Lgs. 15 settembre 2017, n. 147 "Disposizioni per l'introduzione di una misura nazionale di contrasto alla povertà", che ha introdotto la prima misura di reddito minimo in Italia (REI). Sue anche alcune norme relative al funzionamento del welfare locale, con un emendamento alla legge di bilancio 2018 per consentire l'assunzione degli assistenti sociali in deroga ai limiti degli enti locali, e con una norma (Art. 1. comma 4, lettera g) Legge n. 33/2017) a garanzia della possibilità di costituzione dei consorzi tra comuni per gli interventi e i servizi sociali. 
Alle elezioni politiche del 2018 viene ricandidata alla Camere nel collegio uninominale di Velletri, per la coalizione di centro-sinistra in quota PD, dove ottiene il 17,48% dei voti e viene sconfitta dal candidato del centro-destra, in quota Fratelli d'Italia, Marco Silvestroni (38,21%) e superata dalla candidata del Movimento 5 Stelle Bianca Maria Zama (36,49%). 

### L'attività politica
Fuori dal Parlamento, ha quindi ripreso l'attività lavorativa, continuando a occuparsi di sistemi di welfare e contrasto alla povertà.
A settembre 2019 aderisce alla fondazione di Italia Viva, partito politico fondato da Matteo Renzi di stampo liberale e centrista, di cui è stata membro del Comitato Nazionale e coordinatrice provinciale di Roma, insieme al vicesindaco di Albano Laziale Luca Andreassi.
Durante il Governo Conte II e il Governo Draghi è stata capo della segreteria tecnica della Ministra per le pari opportunità e la famiglia Elena Bonetti.
Dal 2023, è socia fondatrice dell'Associazione Per, di cui è Presidente l'ex ministra Elena Bonetti, che ha come obiettivo la costruzione di un unico partito per i liberal democratici, riformisti, europeisti italiani.